# Ніна Діттріх
Ніна Діттріх (нім. Nina Dittrich, 20 листопада 1990) — австрійська плавчиня.
Учасниця Олімпійських Ігор 2008, 2012 років.
Призерка Чемпіонату світу з плавання серед юніорів 2006 року.